# Schwibbogen (Magdeburg)

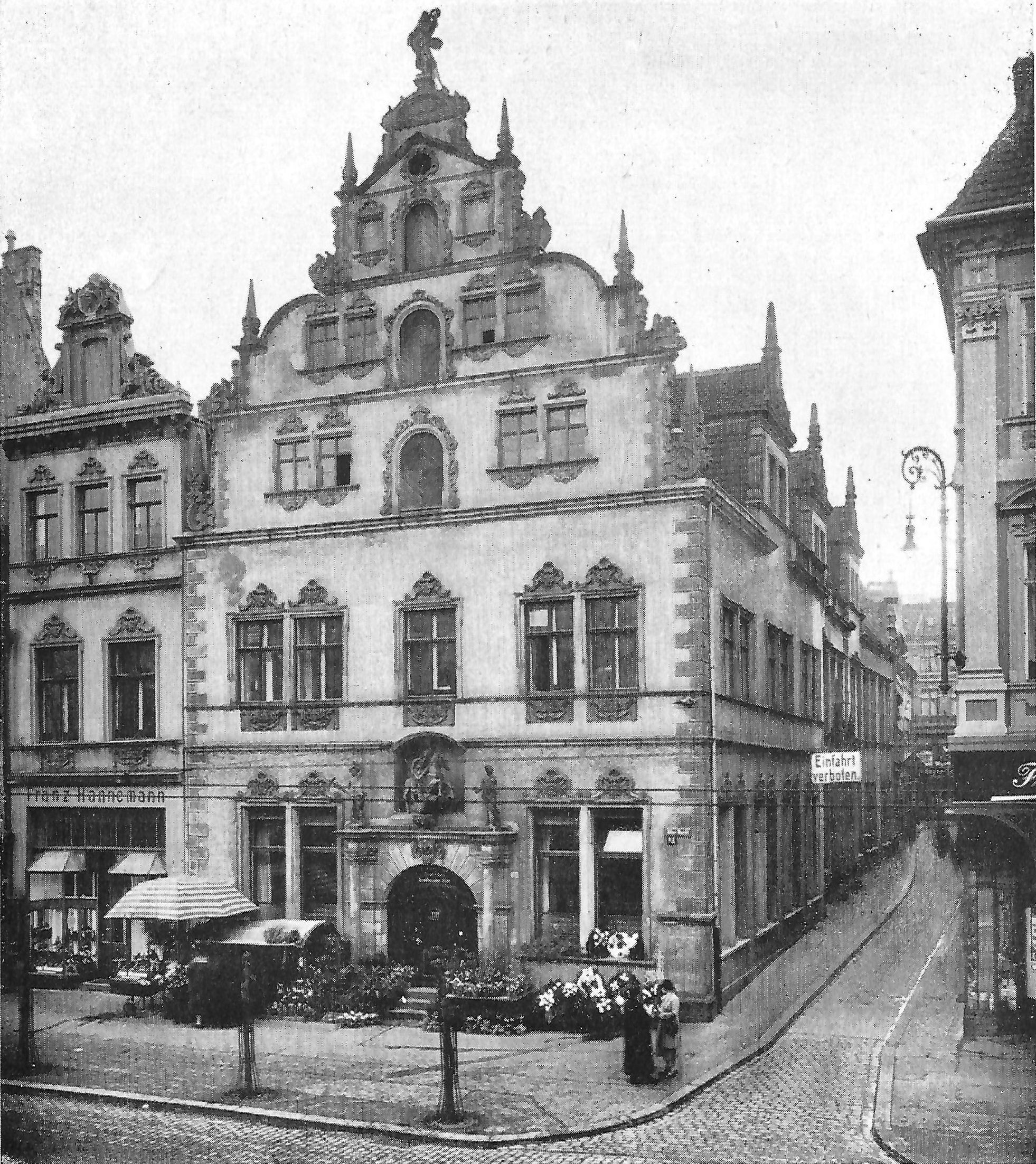
Blick in die Straße Schwibbogen vom Alten Markt, links die Magdeburger Börse, rechts das Haus Zum güldenen Hammer, der 1904 abgerissene Schwibbogen fehlt bereits

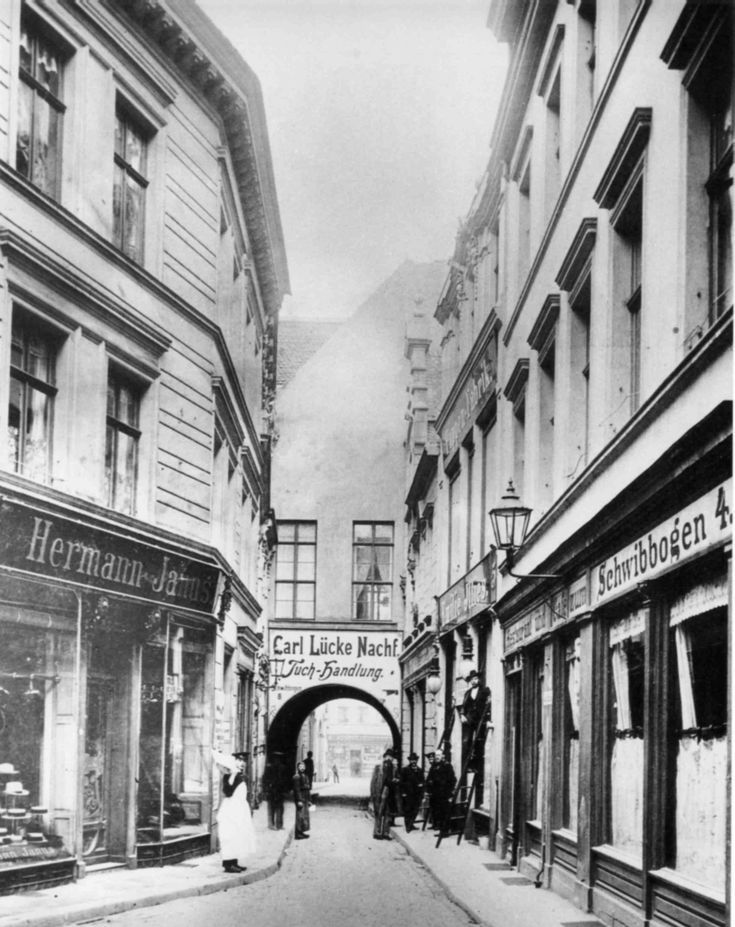
Schwibbogen (vor 1904), Blick nach Norden in Richtung Alter Markt

Der Schwibbogen war eine Straße in Magdeburg im heutigen Sachsen-Anhalt. Nach Zerstörungen im Zweiten Weltkrieg wurde die Straße aufgegeben und zum Teil überbaut.

## Lage und Verlauf
Die Straße befand sich in der Magdeburger Altstadt, südlich des Alten Markts. Sie verlief von der Königshofstraße aus in einem Bogen nach Norden. Von Westen mündete die Schuhgasse ein, letztlich mündete der Schwibbogen dann auf den Alten Markt. Parallel verlief etwas weiter westlich die Schuhbrücke. 
Die Hausnummerierung verlief beginnend mit der Nummer 1 an der südöstlichen Ecke zur Königshofstraße, auf der Ostseite aufsteigend bis zur Nummer 5. Dann schloss sich der langgestreckte Bau der Magdeburger Börse an, der jedoch bereits zum Alten Markt gehörte. Auf der Westseite befand sich an der Ecke zum Alten Markt das Haus Zum güldenen Hammer (Schwibbogen 7), nachdem die Schuhgasse einmündete. Weiter südlich befand sich die Hausnummer 8. Die Nummerierung verlief auf der Westseite dann weiter nach Süden bis zur Nummer 11.
Heute befindet sich im Bereich des ehemaligen Schwibbogens ein in der Zeit der DDR errichteter Wohnhauskomplex, an der Südwestseite des Alten Markts, mit der heutigen Hausnummer Alter Markt 1a. An der Stelle der historischen Einmündung auf den Alten Markt befindet sich heute eine vom Markt auf den Innenhof führende Durchfahrt. Ganz im Süden reicht der Bereich bis auf die Ernst-Reuter-Allee.

## Geschichte

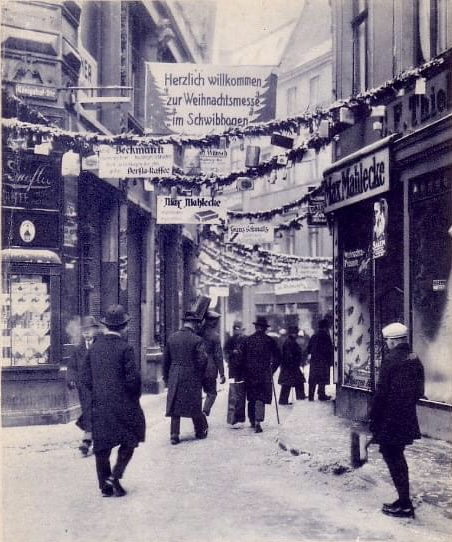
Weihnachtszeit im Schwibbogen, Blick von der Königshofstraße nach Norden

Als ältester Name der Straße ist aus dem Jahr 1552 die Bezeichnung Huthof überliefert. Die Bezeichnung bezog sich auf den Huthof, ein alter Name für das Seidenkramerinnungshaus, die spätere Börse, sowie das Gebäude Schwibbogen 6. Die korrektere Bezeichnung wäre daher Am Huthof gewesen. Zu den Seidenkramern gehörten auch die Hutstaffierer. In der Zeit bis 1631 setzte sich der Name Königshof durch, der sich auf die Ratsfamilie König bezog. 
Für den nördlichen Teil des Königshofs, der als Bogen nach Norden vom restlichen Königshof abging, kam ab 1700 der Name Schwibbogen auf. Noch bis 1750 waren beide Namen parallel in Verwendung, dann nur noch Schwibbogen, 1798 und 1807 in der Variante Unter dem Schwibbogen, 1817 als Schwibbogen-Straße oder Schwibbogen-Steg. Der Name rührte von dem über die Straße zwischen den Häusern Schwibbogen 6 und Schuhgasse 3 „schwippenden“ Bogen, der auf den architektonischen Begriff Schwibbogen zurückgeht. Eine erstmalige Erwähnung des Bogens stammt aus einem Plan Otto von Guerickes aus dem Jahr 1632. Der Bogen dürfte jedoch deutlich älter gewesen sein. Errichtet worden war er, da die Hauseigentümer so weiteren Raum gewannen. Es gab, jedoch letztlich unrichtige, Vermutungen, der Bogen sei das älteste südliche Tor der Stadtmauer aus karolingischen Zeiten gewesen. Zwischen 1838 und 1840 erfolgte eine Erneuerung des Bogens. Im Jahr 1904 wurde der Schwibbogen abgerissen. Am Haus Schuhgasse 3 befand sich noch in den 1930er Jahren die Inschrift Schwibbogen erbaut 1838. Die Jahreszahl bezog sich auf einen Umbau des Bogens.
Während des Zweiten Weltkriegs wurde auch der Bereich des Schwibbogens zerstört. Nach der Zerstörung fanden archäologischen Untersuchungen statt. Dabei wurden im Nordteil der Straße, zwischen den Häusern Schwibbogen 7 und Alter Markt 5, Reste von Kugeltöpfen niedersächsischer Art aus der Zeit um das Jahr 1000 bis ins 12. Jahrhundert gefunden.
In der Zeit der DDR erfolgte ein Wiederaufbau der Innenstadt, der sich in weiten Teilen nicht an die historische Stadtstruktur hielt. Der Schwibbogen wurde dabei aufgegeben und mit einem Wohnhauskomplex überbaut.

## Historische Häuser des Schwibbogens
| Hausnummer    | Name                           | Bemerkungen | Gewerbliche Nutzung vor der Zerstörung | Bild                                               |
| ------------- | ------------------------------ | --- | -------------------------------------- | -------------------------------------------------- |
| 1             |                                | 1631 gehörte das Haus dem Leuchtenmacher Mathias Brüggemann. Das Grundstück war, wohl infolge der Zerstörung Magdeburgs im Jahr 1631, wüst und wurde 1646 als öde Stätte bezeichnet. Sie galt in diesem Jahr als erblos und wurde daher von der Kämmerei eingezogen. Noch im gleichen Jahr wurde die Fläche von der Kämmerei für 82,5 Taler an den Schnurmacher Urban Wurzer, der 1652 verstarb. Seine Witwe bebaute das Grundstück in der Zeit nach 1653 neu und veräußerte das Haus im Jahr 1655 an den Seidenkramer Hans Kirchhof für 437 Taler. Nach 1663 gehörte es dem Bortenwirker Andreas Kirchhof, der jedoch bereits bis 1667 verstarb. Im Jahr 1683 gehörte das Grundstück mit zum Nachbarhaus Nummer 2. Eigentümer war der Seidenkramer Johann Andreas Scheller. In diesem Jahr wurde auch eine weitere gesonderte Stätte genannt, die von 1656 bis 1672 dem Schneider August Mechau (auch Meichhaus, Weichhaus oder Weghausen). 1683 gehörte diese Stätte dann Mechaus Witwe. Die spätere Zuordnung dieser Stätte ist unklar. Das Grundstück Nummer gehörte weiterhin Scheller, der zuletzt 1706 erwähnt wurde. Seine Witwe verkaufte beide Grundstücke 1734 für 2300 Taler an David Maquet.                |                                        |                                                    |
| 2             |                                | Im Jahr 1631 gehörte das Haus Joachim Zeppernick, der auch 1651 noch Eigentümer, der dann jedoch, wohl infolge der Zerstörung Magdeburgs von 1631, wüsten Stätte war. 1683 wurde es als Schellers Haupthaus bezeichnet. Das benachbarte Grundstück gehörte zu diesem Zeitpunkt mit dazu. Scheller wurde 1706 zuletzt erwähnt. 1734 veräußerte seine Witwe beide Grundstücke für 2300 Taler an David Maquet. |                                        |                                                    |
| 3             | Zum roten (oder bunten) Ochsen | 1631 gehörte das Haus dem Koch Burchard Günther. Er baute das Haus in der Zeit vor 1651 wieder auf und verkaufte es 1662 für 300 Taler an den Beutler Peter Paul Sauer. In der Zeit bis 1678 erbte es der Hutstaffierer Mathias Müller. 1684 veräußerten es seine Erben für 260 Taler an den Gastwirt Johann Andreas Petersdorf. Petersdorf veräußerte es bereits 1686 für 255 Taler an den Knopfmacher Kaspar Looff, der 1708 verstarb. Im Jahr 1710 gehörte es dem Buchbinder Gottfried Behle. Seine Frau verkaufte 1714 für 850 Taler an den Knopfmacher Konrad Heinrich Böckler. Seine Witwe blieb noch bis 1722 Eigentümerin. |                                        |                                                    |
| 4             |                                | Im Jahr 1631 gehörte das Haus Peter Stecker, 1651 dann der Witwe des Seidenkramers Adam Schröder. Sie verkaufte die Stätte 1679 für 100 Taler an den Buchbinder Paul Winkler. Seine Erben veräußerten das Gebäude 1717 für 1100 Taler an den Kaufmann Johann Baltasar Zollikofer. Bis 1875 befand sich die Leinenhandlung Peter Georg Palis im Erdgeschoss des Hauses. Nach der Zerstörung wurde bei durchgeführten archäologischen Grabungen auf dem Grundstück eine Abfallgrube mit Gefäßresten aus dem 13. und 14. Jahrhundert, Reste von Kugelgefäßen aus der Zeit um 1100 und aus dem 12. Jahrhundert sowie von mit Wellen verzierten Standbodengefäßen gefunden. |                                        | Schwibbogen 4, vor 1875                            |
| 5             |                                | Noch bis zum Jahr 1696 bildete das Haus mit dem Nachbarhaus Nummer 6 eine Einheit. 1616 und 1631 war die Witwe von Peter Hirsch Eigentümerin. 1640 wurden ihre unbekannten Erben als Eigentümer geführt, schließlich dann Simon Hirsch. Sein Erbe, Christian Göseke, verkaufte die Stätte für 130 Taler im Jahr 1662 an den Handelsmann Klaus Lüders, der in der Zeit nach 1679 ein Haus baute, dass auf beiden Grundstücken stand. Im Jahr 1687 verkauften seine Erben für 500 Taler an den Seifensieder David Lüders. Der verkaufte die Nummer 5 im Jahr 1696 für 225 Taler an den Büchsenmacher Claude Dupau. Über länger Zeit gehörte das Haus zur Französischen Kolonie. |                                        |                                                    |
| 6             |                                | Bis 1696 bildete das Grundstück mit der benachbarten Nummer 5 eine Einheit (siehe dort). In diesem Jahr veräußerte David Lüders die Nummer 6 für 225 Taler an den Strumpfmacher Samuel Langer, der es 1717 für 1060 Taler an Franz Chazelon verkaufte. |                                        |                                                    |
| Alter Markt 5 | Magdeburger Börse              | siehe dort |                                        | Seitenportal der Magdeburger Börse                 |
| 7a            | Zum güldenen Hammer            | siehe unter Haus Zum güldenen Hammer |                                        | Haus Zum güldenen Hammer (Schwibbogen 7), vor 1892 |
| 7b            | Zum goldenen Hammer            | siehe Haus Zum güldenen Hammer |                                        |                                                    |
| 7c            |                                | siehe Haus Zum güldenen Hammer |                                        |                                                    |
| 7d            |                                | siehe Haus Zum güldenen Hammer |                                        |                                                    |
| 7e            |                                | siehe Haus Zum güldenen Hammer |                                        |                                                    |
| 7f            |                                | siehe Haus Zum güldenen Hammer |                                        |                                                    |
| 8a            |                                | Im Jahr 1651 wurde das Grundstück mit Gewölbe, darauf ein Schlosser feil gehabt umschrieben. 1683 gehörte die, vermutlich infolge der Zerstörung Magdeburgs im Jahr 1631 noch wüste Stätte dem Weißhändler Peter Freytag. Freytag verkaufte das Haus 1702 für 500 Taler an den Gewandschneider Joachim Holzhausen. 1756 erbte es Martin Holzhausen, der es 1764 für 2500 Taler an Johann Martin Scheller verkaufte. Ihm gehörte es bis zu seinem Tod im Jahr 1786. Seine Witwe übernahm die Grundstücke 8a und 8b sowie Schuhbrücke 8 für 4200 Taler. 1791 erwarb es von ihr Andreas Peter Dietrich für 6000 Taler. Er verkaufte zum gleichen Preis 1801 an August Wilhelm Schmahl, der 1808 an den Tuchhändler Tobias Seeligmann veräußerte. Von ihm erwarb 1825 der Tuchhändler Karl Lücke. 1889 war der Gewandschneider Moritz Ulrich Eigentümer der Tuchhandlung. Er ließ in diesem Jahr die Häuser 8a und 8b abbrechen und bebaute das Grundstück mit dem Haus Nummer 8. Noch in den 1930er Jahren war die Tuchhandlung Karl Lücke Nachf. im Haus ansässig. Nach der Zerstörung fanden archäologische Untersuchungen statt. Dabei wurden Reste von Kugeltöpfen niedersächsischer Art aus der Zeit um 1100 gefunden. |                                        |                                                    |
| 8b            |                                | 1651 gehörte das, wohl infolge der Zerstörung Magdeburgs im Jahr 1631, wüste Grundstück der Witwe von Simon Hirsch. Auch 1683 war das Grundstück noch wüst, gehörte nun jedoch Klaus Lüders. In der Zeit bis 1702 erwarb es der Kaufmann Jean Girot (auch Chirau). Er kaufte das benachbarte Hinterhaus Schuhbrücke 8 hinzu und bebaute das Grundstück. Zuletzt wurde er im Jahr 1719 erwähnt. Bis 1777 gehörte das Haus Kolonisten. In diesem Jahr erwarb es Johann Martin Scheller für 2010 Taler. Ihm gehörte auch das Nachbargrundstück Nummer 8a. Seit dem gehörten die Grundstücke zusammen (siehe Nummer 8a). |                                        |                                                    |
| 9             |                                | Im Jahr 1651 gehörte das Haus Peter Stecker, dann den Erben des Seidenkramers Adam Schröder. 1662 veräußerten die Erben Michael Röbers das Haus für 1400 Taler an den Seidenkramer Johann Beyendorf. Er verstarb 1667. Seine Witwe heiratete Burchard Welker, dem das Haus bis 1683 gehörte. 1690 veräußerten seine Erben das Haus für 430 Taler an den Schneider Jakob Menadier, dieser dann 1696 an den Kaufmann David Douzal. Bei nach der Zerstörung erfolgten archäologischen Grabungen wurde auf dem Grundstück eine Abfallgrube mit Scherben aus dem 13. und 14. Jahrhundert sowie Steinzeug, glasierte Keramik, Glas und ein Gießtiegel gefunden. Außerdem barg man einen Kugeltopf aus der Zeit um 1100 sowie Reste eines solchen Gefäßes aus dem 12. Jahrhundert. Darüber hinaus fand man eine etwa fünf Meter tiefe Fäkaliengrube mit einem Durchmesser von bis zu 3,60 Meter. Es wurden zahlreiche Holzgegenstände, Stoffreste und Keramik des 13. und 14. Jahrhunderts geborgen. Bemerkenswert war der Fund von Zinnfigurenstreifen. Außerdem wurde ein 22 Zentimeter hohes, grünglasiertes Gefäß in Form eines Frauenkopfes gefunden, das auf das 13. bzw. 14. Jahrhundert datiert wurde.                  |                                        |                                                    |
| 10            |                                | 1631 und 1659 gehörte das Haus dem Schneider Cyriax Brand. Er bebaute das Grundstück vor 1651. 1682 war der Schneider Johann Borgstorf Eigentümer. Er veräußerte das Haus 1685 für 450 Taler an den Zuckerbäcker Johann Christoph Matthäi. Von diesem erwarb es 1691 für 500 Taler an den Schneider Thomas Wäger, der bis 1722 Eigentümer blieb. |                                        |                                                    |
| 11            |                                | Im Jahr 1631 war Ambrosius Tauscher Eigentümer. 1637 veräußerte seine Tochter die Stätte für 120 Taler an georg Voigt. Er wurde 1651 als Eigentümer des Hauses geführt. In der Zeit bis 1682 erbte es sein Schwiegersohn, der Seidenkramer und Hutstaffierer Peter Freytag. Seine Witwe blieb bis 1723 Eigentümerin. |                                        |                                                    |